# Degerön
För andra betydelser, se Degerön (olika betydelser).
Degerön är en ö i Lule skärgård, Nederluleå socken, Norrbottens län. Ön har en yta av 4,19 kvadratkilometer. Diger är ett äldre ord för stor.
Degerön täcks till största delen av skog. Stränderna är steniga och långgrunda. Ön befolkades 1791 då en skärbonde flyttade hit från Hindersön. 1905 bodde 19 personer på ön och på 1930-talet fanns 25 bönder på ön. Sedan dess har antalet boende på ön minskat stadigt, 2012 fanns en fastboende kvar på ön.